# 1 ret og 2 vrang
1 ret og 2 vrang var et dansk quiz-program i 1970'erne med Otto Leisner som ordstyrer.
Blandt deltagerne var Malin Lindgren, Hanne Lundberg, Svend Kragh-Jacobsen og Preben Kaas. 
Sendt første gang i 1970, sendt sidste gang 1980. Programmet varede i 40 minutter.